# مارزپتونی مارگاریان
مارزپتونی شیراکی مارگاریان (ارمنی: Մարզպետունի Շիրակի Մարգարյան؛ زادهٔ ۱۳ مارس ۱۹۴۸) یک  سیاستمدار اهل ارمنستان است که از تاریخ ۱۹۹۰ تا تاریخ ۱۹۹۵ سمت نمایندگی دوره اول شورای عالی جمهوری ارمنستان را برعهده داشت.

## زندگی‌نامه
در ۱۳ مارس ۱۹۴۸ در ارمنستان به دنیا آمد . 